# Tsjerkasy
Tsjerkasy (Oekraïens: Черкаси, [t͡ʃerˈkɑsɪ]) is een stad in het midden van Oekraïne. Het is de hoofdstad van de oblast Tsjerkasy en tevens het bestuurlijke centrum van het omliggende rajon Tsjerkasy, waar de stad zelf geen deel van uitmaakt, omdat het een apart stadsrajon vormt. Tsjerkasy heeft 295.414 inwoners (2001).
De stad is gelegen aan het Stuwmeer van Krementsjoek, een onderdeel van de rivier de Dnjepr, zo'n 200 km ten zuiden van de Oekraïense hoofdstad Kiev.
De spoorlijn van Moskou naar Odessa loopt door Tsjerkasy, waar hij de Dnjepr kruist door middel van een gecombineerde spoor- en autobrug met een lengte van twaalf kilometer.
Tsjerkasy is een universiteitsstad met een nationale en een technische universiteit.
Het is ook de hoofdplaats van een Orthodox bisdom.

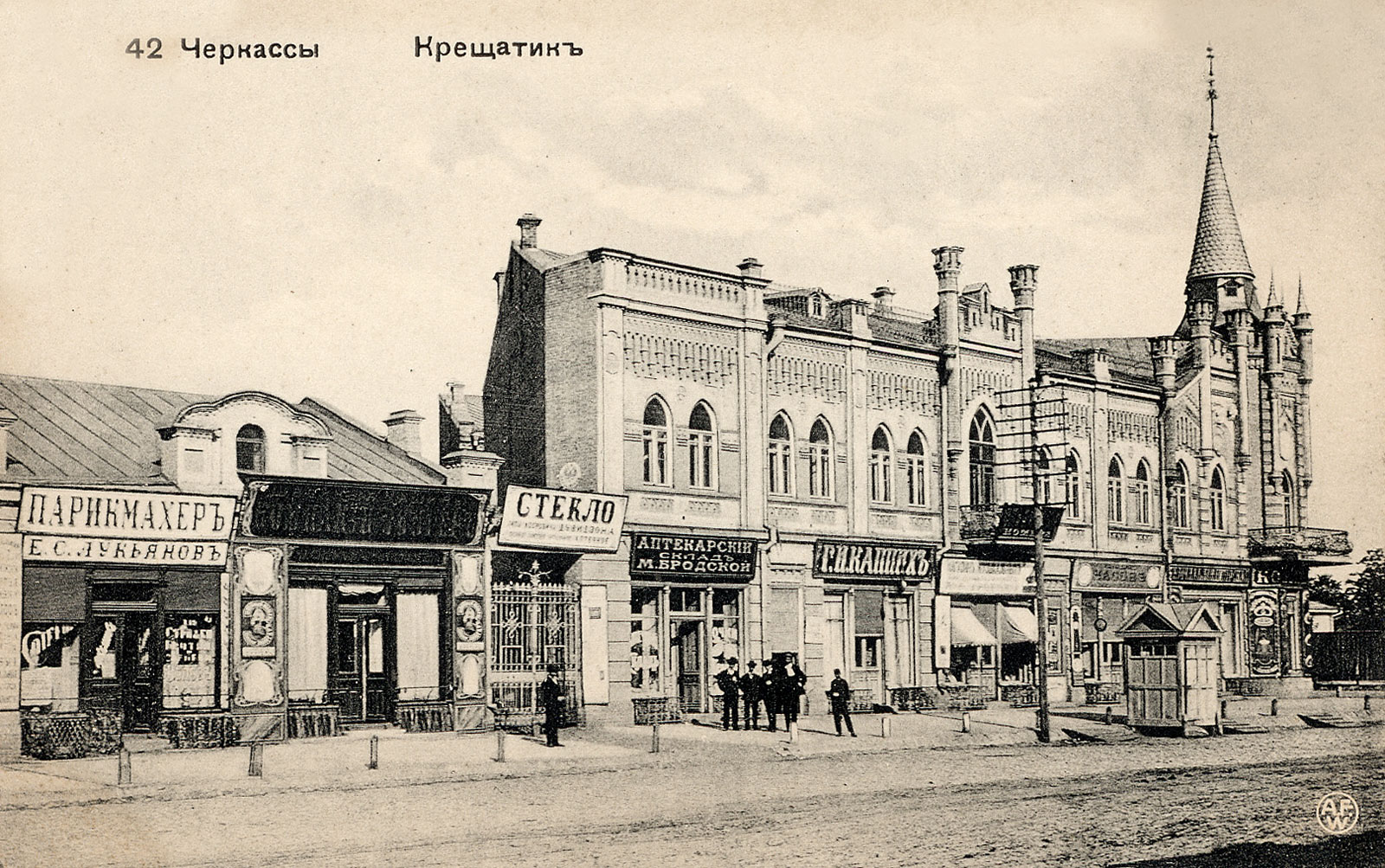
Hoofdstraat rond 1910
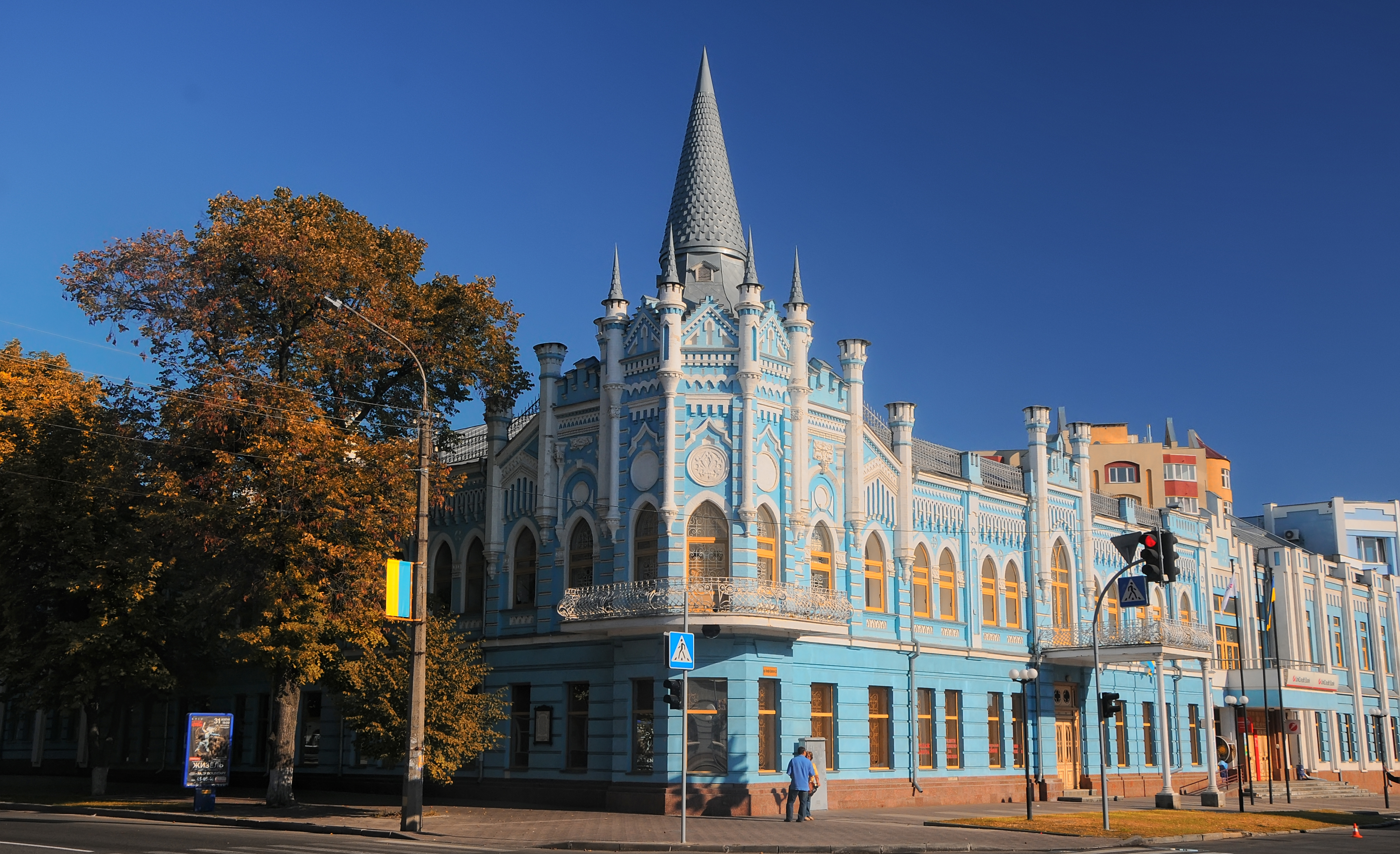
Het vroegere Slovyanskyi Hotel, nu een bank
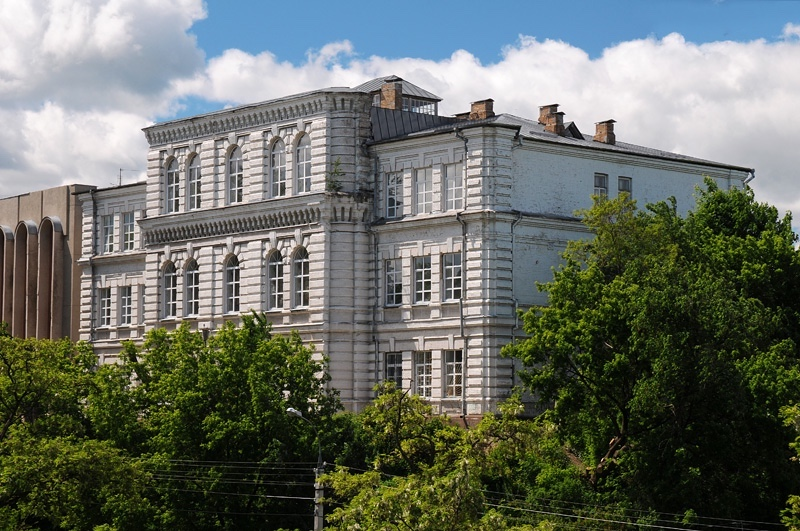
Gymzaal

## Geboren
- Artem Dovbyk (1997), voetballer
- Vitaliy Mykolenko (1999), voetballer
- Artem Bondarenko (2000), voetballer